# Alice Amelia Chown
Alice Amelia Chown (Kingston, 3 de febrero de 1866 - Toronto, 2 de marzo de 1949) fue una feminista, pacifista, socialista y escritora canadiense. Se crio en una estricta familia metodista y permaneció en la casa familiar hasta que cumplió los cuarenta años atendiendo a su madre, que murió en 1906. A partir de entonces, Chown se embarcó en una vida de viajes y participación en muchas causas reformistas. Fue una pensadora original e iconoclasta, y se convirtió en una de las principales feministas sociales de su época. Es más conocida por su libro de 1921 La escalera, en el que relata su vida y su creciente libertad después de 1906.

## Infancia y juventud
Chown nació en Kingston, provincia de Canadá, el 3 de febrero de 1866. Su familia era metodista. Entre sus familiares habían médicos, abogados y clérigos de alto rango como SD Chown, su tío. Tenía seis hermanos. Su madre, Amelia, insistió en que recibiera la misma educación que sus hermanos. Chown estudió ciencias políticas y economía en la Universidad de Queen y se graduó en 1887. Su profesor de ciencias políticas, el profesor Shortt, trató de convencerla de que el socialismo era peligroso.
En 1899, fue secretaria de la Kingston Charity Organisation Society, que creía en la filantropía científica, y habló sobre este tema en la reunión anual del Consejo Nacional de Mujeres de Canadá. Su discurso fue publicado como un artículo en el Methodist Christian Guardian. Tras la muerte de su madre en 1906 comenzó a viajar y a trabajar en reformas sociales. Su decisión de aprovechar su libertad a esta edad fue algo alarmante para la conservadora sociedad de clase media de Kingston.

## Actividades antes de la guerra
Chown apoyó a los sindicatos de mujeres, el sufragio femenino y la Sociedad de Naciones. En 1910 llevó a su sobrina Edith Georgina Chown, cuyo padre acababa de morir, de visita a Inglaterra, Bélgica y Francia. En Londres asistieron al funeral del rey Eduardo VII, visitaron las casas del Dr. Barnado, escucharon a la feminista Christabel Pankhurst y representaron a Canadá en una manifestación sufragista. Una brillante y controvertida iconoclasta rebosante de ideas, Chown se convirtió en la más conocida de la primera ola de feministas sociales en Canadá. Era una admiradora de las opiniones de Edward Carpenter sobre el amor y el sexo. Rechazó la ropa restrictiva de la época y adoptó túnicas sueltas y pies descalzos. Trató, sin éxito, introducir las teorías de Sigmund Freud a los partidarios, de clase media, del movimiento sufragista en Toronto.
Chown se convirtió en directora de la Asociación Económica de Hogares Canadienses. Creía que las mujeres desempeñaban un papel valioso en el hogar, pero no le gustaba la idea de "esferas separadas" porque eso haría que las mujeres fueran juzgadas sólo como amas de casa. Quería que las mujeres tuvieran una educación más amplia para que pudieran desarrollar todos sus talentos intelectuales. Estuvo de acuerdo en que las escuelas de ciencias básicas que Adelaide Hoodless de los Institutos de la Mujer quería instituir en las zonas rurales de Ontario tendrían valor, pero le preocupaba que, con su plan de estudios estrecho, las mujeres se agruparan en guetos.
En 1911, Chown investigó el entrenamiento de las diaconisas metodistas, y The Christian Guardian fue obligado a publicar el informe irónico resultante. Expuso que el verdadero objetivo de la formación era "proporcionar pequeñas y agradables satélites a los ministros metodistas, mujeres que se llevarán las manos a la cabeza en señal de admiración por el mayor conocimiento del pastor...". Me pareció que el curso de estudio se enmarcó adecuadamente para llenar la educación ideal de las mujeres de Ruskin, la capacidad de apreciar el aprendizaje de otras personas, no de ser competente una misma". El artículo provocó una fuerte reacción entre los lectores del periódico. El reverendo Bartle Bull dijo que las diaconisas no necesitaban "teorías sociológicas abstractas". Chown escribió otros artículos en la misma línea. Estaba en contacto con Hull House en Chicago y, como sus fundadores, quería mejorar las condiciones de la clase trabajadora. Su principal crítica a la sociedad de diaconisas era que no abordaba las causas subyacentes de la pobreza.
En 1912, Chown ayudó a organizar el apoyo a los huelguistas en los grandes almacenes Eaton en Toronto. Vio que maltrataban a los piqueteros, se unió a ellos y ella misma fue empujada a un furgón policial. Los huelguistas le pidieron a Chown que usara su posición en la sociedad para persuadir a los periódicos de Toronto y que estos hablaran sobre la huelga, pero estos se mostraron reacios por temor a perder ingresos por publicidad. Chown tuvo algunas dificultades para conseguir el apoyo abierto a la huelga de la Sociedad del Sufragio Femenino de Toronto, que no quería verse perjudicada por la asociación con una causa impopular La impopularidad de la huelga entre sus conocidos se debió en parte a que la gran mayoría de los huelguistas eran judíos. A las feministas canadienses, como a muchas otras en Canadá, no les gustaban estos inmigrantes recientes. Chown fue miembro fundador de la Toronto Equal Franchise League en 1912.

## Trayectoria final

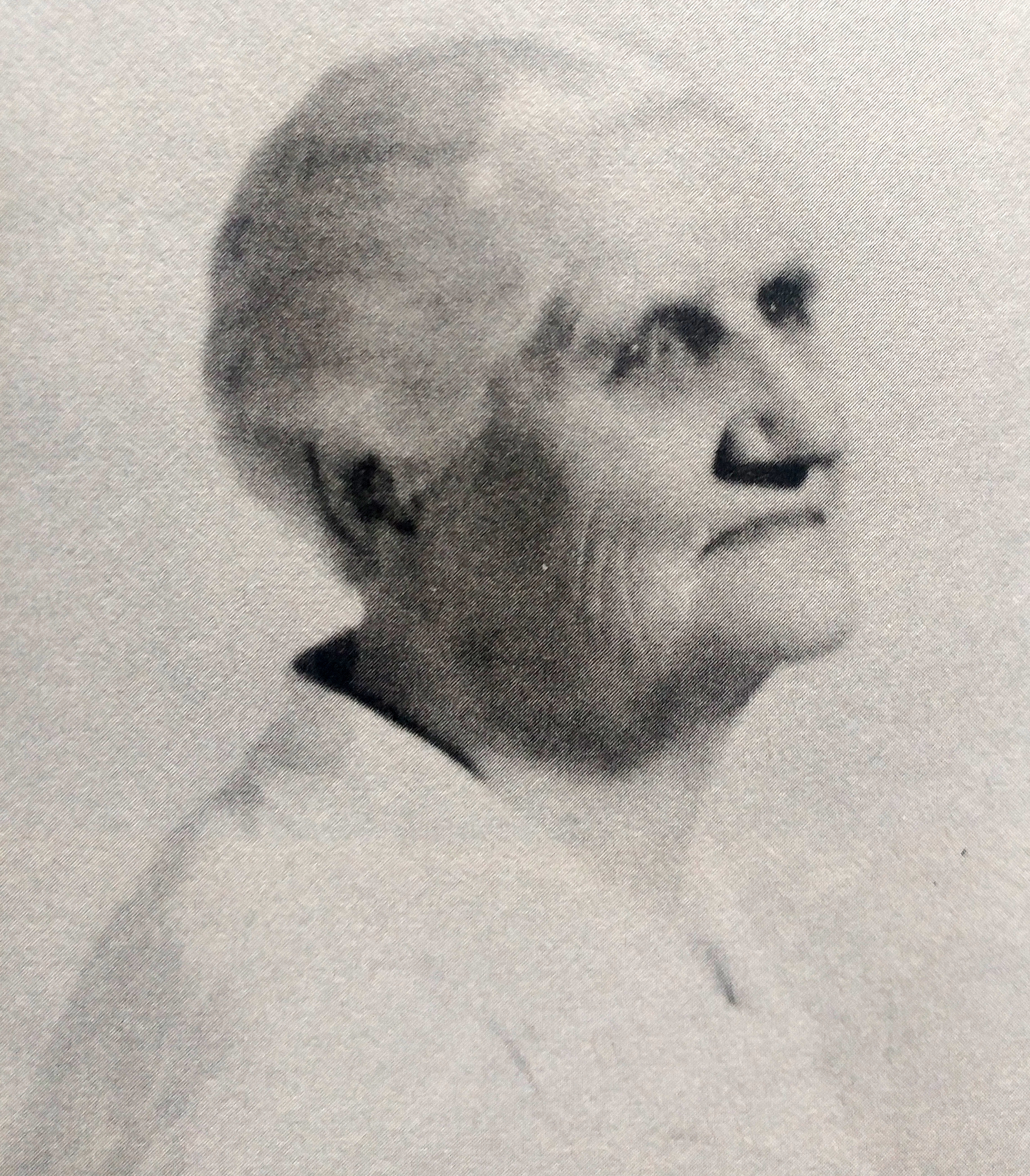
Alice Chown en sus últimos años. Foto tomada en la década de 1940. De la reedición de 1989 de The Staircase.

Chown fue una pacifista comprometida durante la Primera Guerra Mundial (1914–18). Dijo que la no resistencia "solo es posible para hombres y mujeres cuya fe en que este es un universo espiritual es fuerte". Ella pensó que los pacifistas "han vislumbrado el ideal mundial venidero".
En el Congreso Internacional de Mujeres en La Haya en 1915, Chown "contribuyó a la fusión de ideas pacifistas y sufragistas en un programa que denunciaba el militarismo, la autocracia, los tratados secretos y el imperialismo mientras pedía un nuevo orden internacional basado en el arbitraje obligatorio, el desarme universal, libertad de los mares y una liga de naciones democráticas". En el mismo año, fue cofundadora con Laura Hughes y Elsie Charlton del Canadian Women's Peace Party. Sus opiniones categóricas la llevaron a la notoriedad. Era hostil a la iglesia y, como pacifista, criticaba la actitud de su primo Samuel Dwight Chown, un pastor metodista y capellán del ejército durante la guerra.
El pacifismo de Chown provocó conflictos con otras líderes feministas canadienses. En 1917 se trasladó a Estados Unidos, donde enseñó en un colegio sindical durante los siguientes diez años. Posteriormente viajó por Europa y Rusia. Chown fundó la Asociación de Mujeres de la Sociedad de Naciones en 1930, dedicada a la educación en el pacifismo. Organizaba reuniones de té entre judíos y gentiles. Escribió una columna para el United Church Observer. En 1945 fue elegida presidenta honoraria de la Sociedad de las Naciones Unidas de Toronto.
Murió en Toronto el 2 de marzo de 1949. A pesar de ser poco convencional, en cierto modo Chown fue una típica reformadora social victoriana tardía. Contrastando sus puntos de vista con los de su madre, escribió: "Su fe estaba en un Ser Supremo que existía perfecto, completo; la mía en una fuerza vital, presente en cada hombre, que debe crecer y desarrollarse".

## Escritos
Chown publicó The Stairway en 1921, basado en sus diarios escritos entre 1906 y 1920, que cuenta sus experiencias en términos de una serie de pasos que la llevan a una libertad cada vez mayor. En el libro se recogen sus opiniones sobre muchos temas, como los movimientos de colonización y cooperativismo, el sindicalismo, el sufragio femenino, la reforma de la vestimenta y la libertad sexual. Escribió sobre los derechos de las mujeres a la educación superior, la educación en economía doméstica, la mejora urbana, la fraternidad universal y la paz mundial.